# 1880年12月31日日食
1880年12月31日日食为一次在协调世界时1880年12月31日出現的日偏食。該次日食食分為0.7096。

## 概述
這次日食的食分是0.7096。

## 基本參數
- 類型：日偏食
- 食甚資料：
  - 日期：1880年12月31日
  - 時間：13時45分1秒
  - 地點：65N 50W
  - 食分：0.7096

## 外部連結
- NASA日食專頁（页面存档备份，存于）（英文）